# Frank Mancuso Jr.
Frank G. Mancuso Jr. (ur. 9 października 1958 w Buffalo w stanie Nowy Jork) – amerykański producent filmowy. Syn Franka Mancuso Sr., jednego ze współzałożycieli wytwórni Paramount Pictures. Także scenarzysta; stworzył skrypty do dwóch odcinków popularnego w latach osiemdziesiątych serialu Friday the 13th.
Głównie kojarzony jednak z pracą producencką. Był producentem pomocniczym Piątku, trzynastego II (1981). Praca przy tym filmie była jego debiutem w świecie Hollywoodu i otworzyła mu drogę do kariery. W niecały rok później Mancuso Jr. wyprodukował trzecią część Piątku, trzynastego, wkrótce zresztą związał się z serią. Odpowiadał za produkcję Piątku, trzynastego IV, pozycję producenta wykonawczego objął przy okazji tworzenia Piątku, trzynastego V oraz Piątku, trzynastego VII. Na początku drugiej połowy lat osiemdziesiątych wyprodukował popularny slasher April Fool's Day, pracował także przy remake'u tego filmu. Brał udział przy produkcji wielu filmów klasy „B” z lat dziewięćdziesiątych. W 2007 zaangażowano go do pracy nad filmem Wiem, kto mnie zabił z Lindsay Lohan w roli głównej.